# Rodolfo Fierro
Rodolfo Fierro är en ort i Mexiko.   Den ligger i kommunen Isla och delstaten Veracruz, i den sydöstra delen av landet, 400 km öster om huvudstaden Mexico City. Rodolfo Fierro ligger 70 meter över havet och antalet invånare är 162.
Terrängen runt Rodolfo Fierro är platt. Runt Rodolfo Fierro är det ganska glesbefolkat, med 27 invånare per kvadratkilometer. Närmaste större samhälle är Juan Rodríguez Clara, 13,6 km öster om Rodolfo Fierro. Trakten runt Rodolfo Fierro består till största delen av jordbruksmark.